# Herniaria arabica
Herniaria arabica är en nejlikväxtart som beskrevs av Hand.-mazz. Herniaria arabica ingår i släktet knytlingar, och familjen nejlikväxter. Inga underarter finns listade i Catalogue of Life.